# IC 2657
IC 2657 је елиптична галаксија у сазвјежђу Лав која се налази на листи објеката дубоког неба у Индекс каталогу.
Деклинација објекта је + 13° 41' 41" а ректасцензија 11h 15m 8,7s. Привидна величина (магнитуда) објекта IC 2657 износи 15,2 а фотографска магнитуда 16,2.